# (5226) Pollack
Pour les articles homonymes, voir Pollack.
(5226) Pollack est un astéroïde de la ceinture principale.

## Description
(5226) Pollack est un astéroïde de la ceinture principale. Il fut découvert le 28 novembre 1983 à la station Anderson Mesa par Edward L. G. Bowell. Il porte ce nom en l'hommage à l'astrophysicien américain James B. Pollack (en). Il présente une orbite caractérisée par un demi-grand axe de 2,33 UA, une excentricité de 0,09 et une inclinaison de 10,5° par rapport à l'écliptique.

## Compléments